# Tomoyuki Uchida
Tomoyuki Uchida (内田智之 Uchida Tomoyuki?, nac. 9 de marzo) es un músico y compositor japonés, actualmente escritor afiliado a Sony Music Publishing en Japón, perteneció anteriormente a Konami Digital Entertainment, como compositor de música para la serie de videojuegos de Bemani. Colaboró desde hace mucho tiempo creando canciones tanto para Beatmania IIDX como también para Pop'n music, su trabajo junto con bemani se extendió ya en 1999, donde comenzó como analizador de datos de sonido junto con Osamu Migitera y Jun Wakita en Pop'n music 3. Menos de un año más tarde, escribió su primera canción Bemani para Keyboardmania 2ndMIX con el título de Ride on the Light. Poco después fue director de sonido y supervisor de siete videojuegos de Beatmania IIDX AC consecutivamente empezando con Beatmania IIDX 4th style. Trabajo también con dj Taka desde Beatmania IIDX 4th style hasta Beatmania IIDX 8th style, además también trabajó con Takehiko Fujii en Beatmania IIDX 9th style y Beatmania IIDX 10th style. También creó portadas y notecharts para Pop'n music, junto con sus obligaciones con Beatmania IIDX.
Finalmente, Tomoyuki dejó Konami en 2004, sin embargo, continuó proporcionando notecharts para lanzamientos de Beatmania IIDX CS durante un par de años después de su salida.

## Discografía
Lo siguiente muestra la lista de canciones creadas por el autor:

### Música producida para BEMANI
KEYBOARDMANIA
- Ride on the Light
- To the 44883

beatmania IIDX
- RIDE ON THE LIGHT (HI GREAT MIX)
- fly though the night
- Free Style
- Burning Heat! (Full Option Mix)
- ZERO-ONE
- airflow
- dual control
- xenon
- fun
- u gotta groove -extend joy style-
- desolation
- GRADIUS -FULL SPEED-
- どんなときも。
- A-JAX (3-WAY MIX)
- EXE
- 大桟橋
- Don't let it go
- vault of heaven
- Enjoy your life
- DUE TOMORROW
- first emotion
- 叶うまでは

Pop'n music
- micro dream
- Tropical Pallete
- theme of pop'n land
- ぼくってウパ?
- GOONIES "R" GOOD ENOUGH
- fantasy suitcase
- MAGICAL VOICE SHOWER
- 大桟橋（伊呂波調）
- Save you
- Let's go out!
- microwave popcorn
- ボクモ、ワタシモ、ムービースター☆
- 青春ピコピコRock'n Roll

Dance Dance Revolution
- Burning Heat! (3 Option Mix)
- xenon

jubeat
- electro peaceful
- attack in the minor key
- athletic meet of sound toy

### Canciones creadas como artista
- イ・ドンゴン
  - BELIEVER

- CHEMISTRY
  - Believe

- ji ma ma
  - 約束

- 乃木坂46
  - 涙がまだ悲しみだった頃

- bump.y
  - One Emotion
  - colors

- Hey! Say! JUMP
  - INFINITY